# Lucjan Brychczy
Lucjan Brychczy   (Nowy Bytom, 13 de juny de 1934 - Varsòvia, 2 de desembre de 2024) va ser un futbolista polonès de la dècada de 1960.
Fou 58 cops internacional amb la selecció polonesa amb la qual participà en els Jocs Olímpics d'Estiu de 1960. Pel que fa a clubs, defensà els colors de Piast Gliwice i Legia Varsòvia.